# Patto mondiale sulla migrazione
Il Patto mondiale per una migrazione sicura, ordinata e regolare (GCM) è un accordo e negoziato intergovernativo, preparato sotto gli auspici delle Nazioni Unite, che si propone di coprire tutte le dimensioni della migrazione internazionale in modo olistico e completo.

## Fondamento giuridico
Il patto è stato formalmente approvato dall'Assemblea generale delle Nazioni Unite il 19 dicembre 2018. Poiché il Patto non è un trattato internazionale, non sarà vincolante ai sensi del diritto internazionale. È stato firmato da 164 paesi in una conferenza delle Nazioni Unite tenutasi a Marrakech (Marocco), il 10 e l'11 dicembre 2018.
Tuttavia, come nel caso di accordi analoghi delle Nazioni Unite, sarà un impegno politicamente vincolante. Potrebbe anche avere implicazioni legali in alcuni casi; per esempio, il Crown Law Office della Nuova Zelanda ha pubblicato un parere sulla guida del governo della Nuova Zelanda, dicendo che il Patto non sarà giuridicamente irrilevante, e "i tribunali potrebbero essere disposti ... a fare riferimento al Patto e a considerarlo come un aiuto nell'interpretazione della legislazione sull'immigrazione".

## Sfondo
Il 19 settembre 2016, i paesi membri dell'Assemblea Generale delle Nazioni Unite hanno adottato all'unanimità la "Dichiarazione di New York per i rifugiati e migranti". La dichiarazione ha riconosciuto la necessità di una maggiore cooperazione tra le nazioni per affrontare efficacemente la migrazione. La dichiarazione ha innescato un processo che ha portato alla negoziazione di un Patto mondiale sulla migrazione.
Una risoluzione adottata dall'Assemblea Generale delle Nazioni Unite il 6 aprile 2017, ha deciso le modalità e le scadenze per la firma del patto. Il processo è stato concordato nella risoluzione che si compone di tre fasi:
- Consultazioni (aprile-novembre 2017): sei sessioni a Ginevra, New York e Vienna
- Valutazione (dicembre 2017-gennaio 2018), che porta a una prima bozza ("zero bozza")
- Negoziati intergovernativi (febbraio-luglio 2018) presso la sede dell'Organizzazione delle Nazioni Unite a New York

Il 9 marzo 2017, Louise Arbour è stata nominata dal Segretario generale António Guterres in qualità di rappresentante speciale per la migrazione internazionale e quindi ha il compito di lavorare con le nazioni e le parti interessate per sviluppare l'alleanza.

## Posizioni dei paesi
Votato a favore
     Votato contro
     Astensione dal voto
     Non ha partecipato

Esito del voto dell'Assemblea generale delle Nazioni Unite per l'approvazione del Patto mondiale sulla migrazione in data 19 dicembre 2018.
Votato a favore
Votato contro
Astensione dal voto
Non ha partecipato

Gli Stati Uniti non hanno partecipato alla negoziazione dell'accordo, per ordine del presidente Donald Trump. Inoltre, Austria, Australia, Bulgaria, Cile, Croazia, Repubblica Ceca, Repubblica Dominicana, Estonia, Ungheria, Italia, Israele, Lettonia, Lituania, Polonia, Slovacchia e Svizzera non hanno partecipato alla conferenza internazionale né hanno firmato l'accordo.
L'amministrazione del presidente eletto Jair Bolsonaro del Brasile ha annunciato che si ritirerà dal patto nel gennaio 2019. L'amministrazione del presidente Lula ha reinserito il Brasile tra i firmatari del Patto Mondiale sulla migrazione nel 2023.
La firma del patto portò al crollo del governo belga e alle dimissioni del primo ministro Charles Michel alcuni giorni dopo.